# Darren Leung
Darren Leung (25 september 1987) is een Brits autocoureur. In 2023 won hij de titel in de GT3-klasse van het Brits GT-kampioenschap.

## Carrière
Leung begon zijn autosportcarrière in 2021 in de rookieklasse van de Ginetta GT Academy, waar hij voor Want2Race in een Ginetta G56 plaatsnam. Hij behaalde tien podiumplaatsen in vijftien races en werd met 315 punten tweede in het kampioenschap. Ook reed hij voor Asselto Motorsport als gastcoureur in twee weekenden van de Pro-Am-klasse van de Ginetta GT4 Supercup en behaalde op zowel Donington Park als Brands Hatch een podiumplaats.
In 2022 reed Leung een volledig seizoen in de G65 Am-klasse van de Ginetta GT4 Supercup. Hij behaalde dertien zeges in twintig races, maar vanwege een aantal uitvalbeurten werd hij met 540 punten tweede in het klassement. Aan het eind van het jaar debuteerde hij in het Brits GT-kampioenschap. In de voorlaatste race op Brands Hatch reed hij in de GT4-klasse voor Assetto Motorsport als teamgenoot van Charlie Robertson, voordat hij in de laatste race op Donington voor Century Motorsport als teamgenoot van Alexander Sims de zege in de GT3-klasse behaalde.
In 2023 kwam Leung uit in de GT3-klasse van de Britse GT als teamgenoot van Dan Harper bij Century. Hij won twee races op Silverstone en Brands Hatch en stond ook op het Snetterton Motor Racing Circuit en op Donington op het podium. Met 176 punten werd hij gekroond tot kampioen. Ook reed hij als gastcoureur in twee weekenden van de GT3-klasse van het GT Cup Championship UK, waarin hij twee zeges en vier andere podiumplaatsen behaalde. Verder reed hij voor het Team WRT in de ronde op de Nürburgring van de GT World Challenge Europe Endurance Cup en eindigde als zesde in de Bronze Cup.
In 2024 begon Leung het seizoen in de GT-klasse van de Asian Le Mans Series bij het Team Project 1 met Harper en Christian Bogle een team vormde. Met een zevende plaats op het Dubai Autodrome als beste resultaat eindigde hij met elf punten op plaats 21 in het klassement. Vervolgens maakte hij zijn debuut in het FIA World Endurance Championship in de LMGT3-klasse bij het Team WRT als teamgenoot van Augusto Farfus en Sean Gelael. Al in de tweede race, de 6 uur van Imola behaalde hij zijn eerste zege in het kampioenschap. Tevens neemt hij deel aan de GT World Challenge Europe en keert hij terug om zijn Britse GT-titel te verdedigen; in beide klassen rijdt hij bij Century.